# 保険仲立人
保険仲立人とは、保険会社の委託を受けることなく独立した存在であり、保険会社と顧客との間に立ち保険契約の締結を行う者。日本では1996年4月1日に導入される。欧米では保険ブローカー（Insurance broker）とよばれる。一般社団法人日本保険仲立人協会による試験を合格し、資格取得を経て、内閣総理大臣の登録を受けた上で営業可能となる。保険仲立人は保険代理店との兼営・兼業はできない。なお、同協会が認定を行うのは「日本保険仲立人協会認定保険仲立人資格」であり、国家資格ではない。

## 日本にある外資系ブローカー
- ウィリス・グループ・ホールディングス
- エーオン
- ジャーディン・ロイド・トンプソン
- マーシュ・アンド・マクレナン